# Porción de un dólar
La porción de un dólar (en inglés: dollar slice) es un fenómeno en la ciudad de Nueva York: la pizza se vende por porción por un dólar estadounidense. El modelo de negocio implica márgenes de beneficio reducidos sobre un gran volumen de pizzas vendidas. La porción de un dólar es popular como una opción de comida asequible en una ciudad cara, pero los críticos han argumentado que ha resultado en la pérdida de negocios de pizza de gama media.
La primera tienda de pizzas a un dólar en Nueva York fue 99 Cent Fresh Pizza en 2001. Las primeras tiendas de rebanadas de dólar servían a las personas sin hogar de la ciudad. El concepto se hizo más popular durante la Gran Recesión. La cadena 2 Bros. Pizza abrió en 2008 e influyó en el establecimiento de varias cadenas de porciones de un dólar en la década de 2000. La inflación provocó que muchos establecimientos subieran sus precios por encima de un dólar, especialmente durante la década de 2020.

## Historia
La pizza se originó en Nápoles en el, donde se vendían porciones individuales de pizza a bajo precio, aunque las pizzerías modernas en Nápoles no venden porciones. Los italianos de Nueva York introdujeron la pizza en la ciudad a finales del siglo. La pizza por porción se volvió común en la ciudad en la década de 1940.
El concepto de vender porciones de pizza por un dólar se originó con 99 Cent Fresh Pizza, que abrió en 2001. Su propietario, Mohammad Hossain, decidió vender pizza por $1.00 para atender a la población sin hogar de la ciudad de Nueva York. Las primeras tiendas de rebanadas de dólar estaban ubicadas cerca de refugios para personas sin hogar.
La porción de dólar se popularizó durante la crisis financiera de 2008, cuando se abrieron sucursales en lugares con muchos peatones o pasajeros del metro. La cadena 2 Bros. Pizza abrió en 2008 en St. Mark's Place en el East Village. Inicialmente vendió porciones a un dólar como promoción del día de apertura, pero decidió seguir haciéndolo. Se convirtió en un competidor de 99 Cent Fresh. En 2010, la ciudad contaba con unos quince locales que vendían porciones de pizza a un dólar; 2 Bros y 99 Cent Fresh tenían cuatro sucursales cada uno. La popularidad de 2 Bros. llevó a la apertura de varias cadenas similares en la década de 2010. Un local de 2 Bros en la Avenida de las Américas entró en una guerra de precios con una tienda cercana de porciones de pizza a un dólar llamada Bombay Fast Food/6 Ave. Pizza. El precio en ambos establecimientos alcanzó un mínimo de 75¢ en marzo de 2012, antes de que acordaran fijar el precio en 1 dólar el siguiente septiembre.
A medida que se produjo la inflación, muchas empresas aumentaron sus precios a $1,50 o más. La alta inflación en la década de 2020 dificultó que las empresas que vendían porciones de dólares obtuvieran ganancias; muchas informaron que sus ingresos disminuyeron en un 50% desde antes de la pandemia de COVID-19. Los precios de ingredientes como la harina y el pepperoni aumentaron, mientras que el aumento de la entrega de alimentos durante la pandemia provocó una escasez de productos como las cajas de pizza. Sin embargo, el precio del queso disminuyó en 2022, en parte debido a los subsidios a los productos lácteos, lo que permitió que los precios se mantuvieran bajos para algunas empresas. La falta de tráfico peatonal de trabajadores de oficina y turistas redujo aún más las ganancias. Pocos establecimientos, incluidos 99 Cent Fresh y locales más antiguos de 2 Bros., continuaron vendiendo a un dólar en 2021. Todas las sucursales de 2 Bros. aumentaron su precio a $1,50 en marzo de 2023, cuando la sucursal original cambió su precio. En Nueva Jersey, en 2023 solo quedaban dos establecimientos que vendían porciones de un dólar.

## Popularidad
La cultura de la porción de dólar es exclusiva de la ciudad de Nueva York. La ciudad cuenta con docenas de tiendas de pizzas que venden por un dólar. La porción de un dólar es popular como una opción barata y de comida rápida en la ciudad, que tiene un alto costo de vida. A muchos críticos de pizza no les gusta el fenómeno de las porciones de un dólar y creen que ha causado un declive en los restaurantes de gama media donde una porción cuesta $2,50. Los negocios que venden porciones de un dólar argumentan que dichas tiendas también son de baja calidad y que las porciones de un dólar son más asequibles.
Los establecimientos de pizzas de un dólar tienen un modelo de negocio que consiste en vender una gran cantidad de pizzas con un pequeño margen de ganancia. La mayoría utiliza hornos eléctricos, lo que les permite preparar hasta 400 pizzas al día, pero el resultado es una cocción desigual. Contratan empleados, a menudo inmigrantes, para trabajar turnos largos. Están abiertos las 24 horas y atraen clientes durante la noche. Operan en propiedades con alquileres bajos y a veces dependen de descuentos de los propietarios. En 2010, una comida combinada con dos rebanadas de pizza y un refresco costaba $2,75 en 99 Cent Fresh y 2 Bros.